# Glosar de tehnică
Acest glosar conține termeni din domeniul tehnicii și tehnologiei.

## A
- abataj - operație de tăiere sau de extragere a unui minereu sau a unei roci dintr-un zăcământ; loc unde se execută această operație.
- abataj frontal - abataj al minereului făcut pe un front foarte lung în direcția filonului.[necesită citare]
- abatere - diferența dintre valoarea efectivă și valoarea limită admisă a unei mărimi.[necesită citare]
- abaxial - care este situat în afara unui ax central.[necesită citare]
- abrazare - prelucrare prin așchiere cu ajutorul unui abraziv.[necesită citare]
- abraziune -  roadere a unui corp ca urmare a frecării acestuia de un alt corp abraziv sau mai dur; vezi și abrazare.
- abraziv:

- (corp, material dur) care are proprietatea de a roade prin frecare;
- agent de curățare, de îndepărtare a unor depuneri de pe suprafața unui obiect.
- abrazor - unealtă alcătuită dintr-un material abraziv (natural sau artificial), folosită la prelucrarea prin așchiere.
- absorbitor:[necesită citare]

- care absoarbe lichide, vapori etc; sinonim: absorbant;
- organ al unei instalații frigorifice în care se produce absorbția agentului frigorigen.
- accelerometru:

- senzor care măsoră accelerația;
- transductor electromecanic pentru verificarea structurilor vibrante.
- ac de aerisire - ac metalic cu ajutorul căruia se găuresc formele de turnătorie, pentru realizarea unor canale prin care se elimină gazele produse în formă în timpul turnării și aerul.[necesită citare]
- acreție - proces de aglomerare a unor elemente.[necesită citare]
- acționare - punere în mișcare a unor sisteme, a unor utilaje etc.[necesită citare]

- acționare hidraulică - tehnologie care utilizează lichide pentru a transmite forță de la o sursă de energie către un dispozitiv de lucru pentru a realiza o mișcare mecanică.

- acvastat - termostat pentru limitarea temperaturii apei într-un cazan de încălzire.[necesită citare]
- acvatubuiar - (despre cazane cu aburi) în care apa circulă prin țevi încălzite la exterior de agentul de încălzire.[necesită citare]
- adaos de prelucrare - cantitatea de material care trebuie eliminată prin prelucrare pentru a obține o piesă sau o componentă în forma și dimensiunile necesare.
- adaptor - dispozitiv care permite conectarea a două piese cu mufe diferite.[necesită citare]
- aderență (electro)statică - tendința obiectelor ușoare, cum ar fi praful, de a se lipi de alte suprafețe din cauza electricității statice.
- adeziv:

- (despre materiale) care aderă, care se lipește strâns de ceva;
- produs, natural sau sintetic, folosit la încleierea și lipirea a două suprafețe din același material sau din materiale diferite.
- admisie - fracțiune din cursa pistonului unei mașini de forță, efectuată în timpul intrării agentului motor în mașină.
- aeraj - împrospătare, distribuire a aerului curat într-o mină.[necesită citare]
- aerator - mașină de lucru folosită în turnătorii pentru afânarea amestecului de formare; sinonim: afânător.[necesită citare]
- aer condiționat:

- aer din încăperi trecut printr-un sistem special de ventilație, pentru a păstra proprietățile sale fizice normale (temperatură, umiditate, grad de puritate etc);
- aparat, sistem de ventilație a aerului din încăperi.
- aerlift:[necesită citare]

- metodă mecanizată de explorare a sondelor prin erupție artificială, țițeiul fiind împins la suprafață cu ajutorul aerului comprimat;
- dispozitiv pentru ridicarea apei, bazat pe diferența de greutate specifică între apă și emulsia de aer din apă.
- afânător - vezi aerator.[necesită citare]
- afinare:[necesită citare]

- proces de îndepărtare (prin precipitare, electroliză, oxidare, reducere, diluare etc.) a impurităților dintr-un metal sau dintr-un aliaj;
- perioadă din cadrul procesului de elaborare a oțelului, în care se produce oxidarea elementelor însoțitoare (carbon, mangan etc.) și se îndepărtează oxizii rezultați.
- agent de flotare - substanță chimică utilizată în procesul de flotație pentru a spori flotabilitatea unor particule de minerale sau metale și a le separa de alte particule.[necesită citare]
- aglomerator - instalație, mașină pentru aglomerarea minereurilor.[necesită citare]
- ajutaj - dispozitiv cu formă precisă, care poate realiza o anumită curgere a unui gaz sau lichid.
- alamă - aliaj de cupru și zinc, maleabil, ductibil, de culoare galbenă-aurie, ușor de prelucrat, care are variate întrebuințări în industrie.
- alezaj - suprafață interioară, cilindrică sau conică, a unei piese metalice.[necesită citare]
- alezare - operație de lărgire prin așchiere a interiorului cilindric sau conic al unei piese de metal.[necesită citare]
- alitare - acoperire a suprafeței oțelului cu pulbere sau cu un aliaj de aluminiu, urmată de încălzire la temperatură înaltă; sinonime: aluminizare, calorizare.[necesită citare]
- alnico - oțel aliat cu proprietăți magnetice bune, utilizat la fabricarea acelor magnetice.[necesită citare]
- aluminizare - vezi alitare.[necesită citare]
- aluvionare - procedeu de concentrare a minereurilor și cărbunilor, care constă în depunerea materialelor granulare aduse de un curent de apă într-un jgheab orizontal, în ordinea greutății specifice a acestora.[necesită citare]
- amalgamare - în industria minieră, extragerea aurului din minereuri prin combinarea acestora cu mercurul.
- ambutisare - prelucrare prin deformare plastică, la cald sau la rece, a unui semifabricat din tablă pentru a obține capace, cutii, farfurii.
- amorsare - inițierea funcționării unui aparat.[necesită citare]
- amortizor:

- dispozitiv folosit în diverse mașinării sau echipamente pentru a absorbi sau diminua șocurile sau oscilațiile unei structuri, prin transformarea energiei cinetice în alt tip de energie, de obicei termică;
- dispozitiv folosit pentru a reduce intensitatea undelor sonore, prin absorbția sau disiparea energiei acustice;
- (în hidraulică) dispozitiv care controlează viteza și mișcarea fluidului în circuite pentru a preveni șocurile sau fluctuațiile nedorite în presiune.
- (în orologerie⁠(d)) piesă elastică a cărei scop este de a amortizeze șocurile la care sunt supuși pivoții axelor balansierului.
- analizator - instrument care servește la determinări analitice.
- angrenaj - sistem de roți dințate cuplate, care transmit una alteia mișcarea de rotație.[necesită citare]

- angrenaj conic - set de roți dințate conice care permit ca mișcarea să fie transmisă sub un unghi.
- angrenaj elicoidal - angrenaj la care roțile au dinții înclinați față de arbore, fiind astfel cuplați în orice moment și astfel transmisia este lină și fără zgomot.

- antifon - dispozitiv de protecție a urechilor împotriva zgomotelor.[necesită citare]
- aparataj:[necesită citare]

- totalitate a aparatelor folosite într-un anumit domeniu de activitate;
- termen general pentru a denumi aparatele accesorii ale diferitelor instalații, independent de scopul în care sînt folosite; vezi și aparatură.
- aparatură - totalitatea aparatelor, a sistemelor tehnice care asigură funcționarea, controlul și reglarea unei instalații, a unei mașini etc; vezi și aparataj. [necesită citare]
- aplatizare - modificarea formei unui obiect, astfel încât să dobândească două fețe plane, paralele și relativ apropiate.[necesită citare]
- apometru - aparat de înregistrare a cantității de apă care trece printr-o conductă într-un anumit interval de timp; sinonim: contor pentru apă.
- aprindere - inițierea arderii amestecului combustibil în camera de ardere a unui motor cu ardere internă.[necesită citare]
- aprinzător - dispozitiv special care produce aprinderea fitilului unei încărcături explozive.[necesită citare]
- arbore - organ de mașină (de formă cilindrică), de obicei din oțel, care primește și transmite o mișcare prin rotația în jurul axei sale, solicitat mai ales la torsiune și încovoiere.
- arbore canelat - arbore care are pe suprafața exterioară șanțuri (caneluri) longitudinale. [necesită citare]
- arbore motor - arbore care transmite mișcarea de rotație de la motor la sistemul antrenant.[necesită citare]
- arc - organ metalic elastic al unei mașini sau al unui mecanism, care are proprietatea de a reveni la forma inițială după ce a fost supus unei solicitări; resort, organ metalic elastic.
- arici - unealtă, instrument pentru îndepărtarea crustei depuse pe pereții interiori ai unor canale (cu secțiune circulară), formată dintr-un cilindru central în care sînt înfipte neregulat tije de oțel.[necesită citare]
- aripă:[necesită citare]

- nume dat unor obiecte, părți ale unor aparate etc. care au forma, funcțiunea sau poziția aripilor;
- paletă a roții unei mori de apă.
- armătură:

- totalitatea pieselor metalice ale unei instalații din țevi (sau conducte);
- totalitatea aparatelor și dispozitivelor de control, comandă și siguranță ale unei instalații sau ale unei mașini.
- artefact - structură de origine artificială sau accidentală apărută în cursul observării sau al experimentării unui fenomen natural.[necesită citare]
- articulație -  cuplă mobilă care permite rotirea relativă a celor două elemente componente în jurul uneia sau a două axe ori în jurul unui punct.
- articulație cardanică - dispozitiv mecanic de asamblare prin articulare, pentru transmiterea mișcării circulare între doi arbori ce formează între ei un unghi oarecare; sinonim: cruce cardanică.[necesită citare]
- aruncător de spumă - dispozitiv de stingere a incendiilor, care produce dioxid de carbon într-o masă de substanță spumoasă. [necesită citare]
- asamblare - operație de reunire, de îmbinare într-o anumită ordine elementele unui sistem tehnic; de exemplu: asamblarea unui motor.[necesită citare]
- asamblaj - asamblare; sistem format din două sau mai multe elemente tehnice îmbinate sau articulate.[necesită citare]
- asanator - produs chimic, aparat electric care înlătură mirosurile urâte.[necesită citare]
- ascensor - instalație (cabină sau platformă care se deplasează pe ghidaje fixe) pentru transportul pe verticală al persoanelor sau al materialelor (în clădirile cu mai multe etaje, în mine, între puncte de niveluri diferite ale unui oraș etc.).
- asigurare - împiedicare a desfacerii sau deplasării elementelor asamblate ale unui sistem tehnic.[necesită citare]
- asimilare - introducerea de produse, tehnologii noi și altele asemenea în procesul de fabricație.[necesită citare]
- asistență tehnică - serviciu de reparare a defecțiunilor unei mașini, instalații, ale unui aparat etc. furnizat clienților de un producător sau vânzător de bunuri de folosință îndelungată.[necesită citare]
- aspirator - aparat pentru aspirarea fumului, a prafului, a gazelor etc.; (în alcătuirea pompelor) tub care aspiră lichide, gaze etc.
- aspirație - deplasare a unui fluid într-o conductă prin micșorarea presiunii aerului la capătul acesteia.[necesită citare]
- așchie - bucată mică, subțire, de formă neregulată, care se desprinde (complet) sau care sare dintr-un material (metal, lemn, piatră etc) prin cioplire, prin spargere, la prelucrarea prin așchiere etc.[necesită citare]
- așchiere - prelucrare a unui obiect prin înlăturarea surplusului de material sub formă de așchii.[necesită citare]
- atac - gen de transmisie între mașina motoare și mașina de acționat sau între mașina [necesită citare]generatoare și motorul acționat de ea.
- atelier - loc, încăpere, local amenajat, utilat cu uneltele sau cu mașinile necesare, în care se desfășoară o activitate meșteșugărească sau industrială.[necesită citare]
- atenuator - dispozitiv montat în tuburile de ventilație, care comunică cu atmosfera și servește la micșorarea zgomotului.[necesită citare]
- atex - material termoizolant și fonoizolant, fabricat din fibre de lemn.[necesită citare]
- atomiz(at)or - mic recipient (cilindric) sau dispozitiv pentru pulverizarea fină a unui lichid, utilizat la vopsit, la dezinfectare etc. [necesită citare]
- atramentare - (în metalurgie) tratament termochimic al pieselor de oțel, prin încălzire în baie cu soluție de fosfat de fier și de mangan.[necesită citare]
- atriți(un)e - îndepărtare a particulelor de pe suprafața granulelor minerale prin frecare umedă; abraziune.[necesită citare]
- audioprotector - dispozitiv care are rolul de a proteja urechile de zgomotele prea puternice.[necesită citare]
- autoadeziv - (bandă) care este impregnată cu o substanță specială și care se lipește prin simplă apăsare, fără a fi nevoie să fie umezită; autocolant.[necesită citare]
- autoaglutinare - proces prin care unii cărbuni pot fi brichetați, prin încălzire, în forme, fără lianți.[necesită citare]
- autoamorsare - amorsare spontană a unei mașini sau a unei reacții, fără intervenția unui agent exterior.[necesită citare]
- autoclavă:[necesită citare]

- recipient metalic, închis etanș, în care se produc procese fizice și chimice sub presiune, la temperaturi ridicate și care servește la efectuarea unor reacții, la sterilizări etc.;
- capac care închide ermetic un recipient și se menține închis prin presiunea din interior.
- autoclavizare - tratare a unui material cu aburi sub presiune în instalații industriale prevăzute cu autoclave.[necesită citare]
- autocirculație - menținere a deplasării apei în circuitul închis de vaporizare al unor căldări acvatubulare.[necesită citare]
- autocolant - vezi autoadeziv.[necesită citare]
- autocomandă - (în legătură cu anumite dispozitive, aparate etc.) comandă automată.[necesită citare]
- autocorecție - dispozitiv automat pentru corectarea unei mărimi.[necesită citare]
- autodeșurubare - deșurubare provocată de vibrații.[necesită citare]
- autodiagnosticare - control al condițiilor și al funcționării părților unui aparat, motor etc. realizat automat de un sistem electronic sau mecanic cu care este dotat aparatul.[necesită citare]
- autofrânare - dispozitiv care intră în funcțiune la depășirea unei anumite viteze.[necesită citare]
- autoghidaj - procedeu care permite unui corp, dispozitiv mobil să-și dirijeze el însuși mișcarea; ghidaj automat.[necesită citare]
- automat:[necesită citare]

-  (despre aparate, mașini etc.) care este acționat printr-un dispozitiv mecanic sau electronic, fără intervenția directă a omului;
- aparat sau mașină care, după primirea unei comenzi, efectuează o anumită operație sau un complex de operații fără intervenția omului.
- automatic - care funcționează singur, cu ajutorul unui mecanism, fără intervenția omului.[necesită citare]
- automatică - ramură a științei și a tehnicii care se ocupă cu studiul metodelor și al mijloacelor de conducere automată a proceselor tehnice (fără participarea directă a omului).[necesită citare]
- automatizare - modificare a unui aparat sau dispozitiv component al acestuia, pentru a funcționa automat; înzestrare cu aparatură, cu utilaje automate.[necesită citare]
- autonomie - capacitate a unui mecanism de a funcționa o anumită perioadă de timp, fără a se alimenta cu energie.[necesită citare]
- autoprogramare - (despre mașini, aparate, dispozitive etc.) programare automată, fără intervenție din exterior.[necesită citare]
- autoprotecție - proprietate a unui sistem tehnic de a funcționa sau de a trece în stare de securitate după defectarea unui subansamblu important.[necesită citare]
- autoreglare - (despre mecanisme sau aparate) reglare în mod automat.
- autosudură - vezi sudură autogenă.[necesită citare]
- avans:[necesită citare]

- (la mașini-unelte) înaintare a uneltei sau a piesei de prelucrat, perpendicular pe direcția de tăiere, pentru a se ataca a nouă așchie, a cărei lățime depinde de spațiul parcurs de piesă prin această deplasare;
- (la mașini cu mișcare rotativă) înaintare a piesei de prelucrat sau a sculei în timpul unei rotații.
- (la mașini motoare) admisie și evacuare a amestecului motor; (la mașini termice) injecție și evacuare a combustibilului în cilindru înainte ca pistonul să fi ajuns la punctul mort;
- (la motoarele cu explozie) manetă cu care se reglează momentul aprinderii combustibilului în camera de explozie.
- avertizor - aparat de semnalizare optică sau acustică a unei avarii (la un sistem tehnic), a unui pericol.[necesită citare]
- ax - organ de mașină de formă cilindrică (din oțel), care susține elementele cu mișcare de rotație.
- axat - (despre piese cilindrice) care este adus în poziția în care axa de simetrie sau de rotație coincide cu o axă dată; sinonim: centrat.[necesită citare]
- axă - dreaptă (sau obiect în formă de dreaptă) care ocupă o anumită poziție într-un sistem tehnic.[necesită citare]

## B
- babbit - aliaj pe bază de staniu, stibiu și cupru, cu temperatura de topire joasă, rezistent la fricțiune, utilizat în construcția lagărelor de alunecare.
- bac:

- element al sculelor și dispozitivelor de strângere (menghine, mandrine etc.) cu care se prind piesele în vederea prelucrării lor;
- recipient, vas de sticlă, de metal sau ebonită, folosit de obicei pentru depozitarea unui lichid, dar și pentru diverse utilizări industriale.
- baghetă - tijă metalică sau piesă cilindrică, subțire, îndeplinind o anumită funcție într-un sistem tehnic.
- bailag - adaos care se pune între două piese în contact pentru reglarea jocului dintre ele.
- bainită - constituent structural al oțelurilor, obținut prin transformarea austenitei.
- baionetă - tăietură în segmenții pistoanelor de la motoarele termice, care permite trecerea de abur sau de gaze.
- baionetă de extracție - dispozitiv pentru agățarea și desprinderea garniturii prăjinilor de foraj la o anumită adâncime.
- baipas - vezi bypass.
- baiț - substanță, de obicei lichidă, întrebuințată pentru curățarea sau colorarea corpurilor solide sau pentru a le conferi un aspect de obiect prelucrat.

- colorant folosit în tâmplărie, în industria textilă, în tăbăcărie etc.
- balador - element de angrenaj al unui schimbător de viteză compus dintr-un ax cu una sau cu mai multe roți dințate, care se pot deplasa longitudinal.
- balama - dispozitiv metalic, format din două piese articulate pe un ax, dintre care cel puțin una se învârtește după montare în jurul axului, spre a permite unei uși, unei ferestre, unui capac de ladă etc. să se închidă și să se deschidă prin rotire parțială; șarnieră, țâțână.
- balansier (sau balansor) - element al unui mecanism, articulat cu un reazem așezat între extremități, care poate transmite o mișcare oscilatorie de la o extremitate la cealaltă, reglând mișcarea mecanismului; exemplu: pendulul unui ceas clasic.
- baleiaj - evacuare forțată a gazelor de ardere din cilindrul unui motor cu ardere internă cu ajutorul unui curent de aer sau de carburant proaspăt.
- balon:

- obiect din cauciuc foarte subțire, mai ales în formă de sferă, umplut cu aer sau cu un gaz ușor;
- vas sferic de sticlă, cu unul sau mai multe gâturi, folosit în laborator în anumite operații.
- balustru - compas special pentru trasarea cercurilor foarte mici.
- banană - piesă metalică, de forma unei fișe mici, acoperită parțial sau total cu un manșon izolant, care se montează, de obicei, la capătul unui cordon electric, pentru a stabili un contact conductiv amoviabil sau pentru a permite trecerea unui semnal digital.
- banc - postament, suport care susține o mașină-unealtă.
- bancaizăn:

- bucată de fier fixată la bancul tâmplarului, care servește ca opritor al scândurilor date la rindea;
- piesă de fier cu care se fixează în perete un dulap.
- banc de lucru - masă sau platformă special amenajată, pe care pot fi montate dispozitive, utilaje, instalații folosite pentru efectuarea unor operații caracteristice unei profesii manuale; exemplu: banc de tâmplărie.
- banc de probă - instalație pentru controlul calităților tehnice ale unor motoare.
- bandaj:

- coroană inelară de oțel sau de cauciuc, care se montează pe obada unei roți de vehicul pentru a o proteja;
- căptușeală în forma unei benzi care se înfășoară pe o țeavă, pe o vargă de metal etc.
- bandă rulantă - transportor cu mișcare continuă, format din elemente flexibile de tracțiune (benzi, cabluri, lanțuri etc.) și folosit la deplasarea obiectelor în timpul prelucrării lor; sinonim: conveier.
- bandzeg - fierăstrău cu o pânză lată de oțel.
- bară - structură de rezistență, lungă și dreaptă, din metal, de obicei de formă cilindrică sau dreptunghiulară, care este utilizată pentru susținere, transmitere de forță, sau stabilizare.
- barbotaj (sau barbotare):

- trecere forțată a unui gaz dispersat în bule mici printr-un lichid;
- sistem de ungere a unei mașini, realizat prin împroșcarea lubrifiantului pe suprafețele de uns.
- barbotin - roată dințată care antrenează vinciul ancorelor sau șenila unor vehicule.
- bardă - unealtă pentru cioplitul lemnului, cu tăișul lat și cu coada scurtă (curbată lateral).
- bardor - macara mobilă, folosită pe șantierele de construcție.
- barillet - la un ceas mecanic, piesă cilindrică de oțel care conține un resort ce furnizează energia mecanică necesară funcționării.
- baros - ciocan de oțel, foarte mare și greu, cu pana dreaptă, folosit în fierărie, minerit etc.
- basculare - (despre corpuri, părți ale unor mașini etc.) efectuarea unei mișcări de balansare în jurul unei axe orizontale care nu trece prin centrul de greutate (pentru a descărca ceva).
- basculă:

- aparat care permite cântărirea corpurilor grele cu ajutorul unor greutăți (de o sută de ori) mai mici;
- scândură sau pârghie mobilă așezată în cumpănă pe un suport, astfel încât, când un capăt se lasă în jos, celălalt se ridică.
- bașchie - ciocan cu vârful prevăzut cu un șanț în formă de V, folosit la baterea cercurilor metalice ale butoaielor.
- batiu - construcție sau cadru (de fontă sau de oțel) pe care se montează mecanismele sau dispozitivele unui sistem tehnic și prin intermediul căreia acesta se poate fixa pe o platformă sau pe care se montează mecanismele mașinilor-unelte.
- bavură - surplus de material rezultat la elaborarea unor semifabricate prin matrițare, forjare, turnare etc.
- bax - cutie (de diferite dimensiuni) în care se ambalează cutii mai mici cu produse de același fel; conținutul unei asemenea cutii.
- băițuire - acoperire cu baiț a suprafeței unui obiect.
- bătaie - sunet ritmic (sau fond sonor sub forma unor sunete ritmice ) produs de un motor sau de un mecanism în funcțiune.
- bec:

- balon de sticlă, ce conține un filament care emite lumină la trecerea curentului electric;
- partea din interior a unei lămpi cu gaz, unde se formează flacăra;
- sită a unei lămpi de gaz;
- arzător special de laborator pentru combustia gazelor, care permite reglarea accesului aerului și al gazului, arderea făcându-se cu flacără.
- bec de sudură - ajutaj de sudură prin care iese amestecul de gaz combustibil și gaz carburant.
- belciug - verigă sau inel de metal, asamblat cu o scoabă sau cu un șurub de fixare, care servește la legarea sau fixarea unui lanț a unui cablu etc.
- benă - cupă metalică la macarale, elevatoare etc. în care se plasează materialul de ridicat și de transportat.
- berbec:

- greutate mare, acționată mecanic sau manual, care, prin cădere, servește la baterea pilonilor, la bătucit pământul, la spargerea bucăților mari de fontă etc.;
- piesă de lovire, din oțel sau din fontă, a unor mașini de lucru (ciocan mecanic, sonetă etc).
- berbec hidraulic - veche mașină de ridicat apa, care folosea energia loviturilor de berbec produse prin închiderea și deschiderea automată alternativă a două supape.
- beschie - fierăstrău mare format dintr-o pânză cu dinți mari, mai lată la mijloc decît la capete, prevăzut cu două mânere pentru a putea fi acționat de două persoane; vezi și joagăr.
- bidon - vas de tablă, de material plastic etc, destinat păstrării sau transportului lichidelor.
- bielă - organ de mașină în formă de bară articulată, care transmite mișcarea unei alte piese sau care transformă mișcarea rectilinie în mișcare de rotație și invers.
- bieletă - bielă de dimensiuni mici, articulată la capul unei biele principale, în motoarele cu mai mulți cilindri.
- bigaz - amestec de două gaze folosit drept combustibil.
- bilanț energetic - calcul efectuat pe principiul conservării energiei privind sursele, repartiția și consumul energiei.
- biletă - semifabricat din oțel cu secțiunea pătrată, din care se laminează bare, sârme etc. sau din care se ștanțează diferite piese.
- bimetal - semifabricat, piesă realizată din două straturi de metale diferite, reunite prin presare, laminare, tragere, lipire, sudare etc. și care, prin deformări diferite în urma dilatației termice, poate servi pentru controlul temperaturilor.
- bipied - suport cu două picioare.
- blat - suprafața (netedă) a unor obiecte.
- blindaj - element de construcție servind ca mijloc de protecție a unor piese sau sisteme tehnice.
- bloc:

- bucată, masă mare dintr-o materie solidă și grea; corp, obiect dintr-o bucată;
- semifabricat de metal, obținut prin turnare în forme;
- ansamblu de elemente care alcătuiesc o unitate funcțională, grupate într-un spațiu restrâns.
- blocare - întrerupere temporară a funcționării unui aparat, a unui mecanism etc.
- blum - oțel semilaminat în formă de bară, cu secțiunea în general pătrată.
- bluming - laminor pentru obținerea blumurilor.
- boiler - cazan special de încălzire a apei, folosit în instalațiile termice și de apă caldă curentă.
- boloboc - vezi nivelă cu bulă de aer.
- bolț:

- piesă din metal de formă cilindrică, folosită ca element de legătură la asamblarea pieselor unui utilaj;
- cui fixat în perete prin împușcare.
- bombaj - deformare a unei plăci care are cel puțin o suprafață în formă convexă.
- bombare - deformare a tablei, la cald sau la rece.
- bomfaier - fierăstrău de mână pentru tăiat metale.
- bonderizare - operație de fosfatare a unor metale feroase pentru a le proteja de rugină.
- boraci - unealtă portabilă, acționată manual, pentru găurit piesele metalice mari și greu transportabile.
- borium - carbură metalică, având drept component principal wolframul, folosită la armarea pieselor supuse uzurii ale unei mașini.
- bormașină - mașină de găurit metale, piatră etc. cu ajutorul unui burghiu rotitor.
- bort - diamant brut, impur, cu o structură fibroasă sau granulară, cu luciu, întrebuințat la șlefuit sau la perforat, în industria forajului.
- bracare (sau bracaj) - rotire a părții mobile a unor sisteme tehnice pentru a fi aduse sau orientate într-o anumită poziție sau direcție.
- brachetă - raportul de multiplicare dintre pedalier și pinionul mic al unei biciclete.
- bramă - semifabricat cu secțiune dreptunghiulară sau pătrată, cu muchiile rotunjite și suprafața striată sau punctată, obținut prin laminarea lingourilor de oțel.
- braț:

- element solid al unui sistem tehnic, legat sau articulat la un capăt cu sistemul respectiv și care servește la preluarea unei sarcini sau la transmiterea unei mișcări; exemplu: braț al unei macarale;
- fiecare dintre cele două părți mobile ale unei balanțe, pe care se pun talgerele.
- brazură - sudură foarte rezistentă făcută cu un aliaj al cărui punct de topire este mai înalt de 400°C.
- brățară:

- piesă de formă inelară, alcătuită din una sau mai multe bucăți de bandă metalică, care este utilizată la asamblarea a două elemente;
- inel de metal care fixează coada toporului.
- bremză - plan înclinat cu dispozitiv de frânare, pe care circulă vagonetele într-o mină.
- brichetare - transformare în brichete a unui material mărunt sau pulverulente (cum ar fi cărbunele) prin presare.
- brichetă:

- produs obținut prin brichetarea materialului mărunt sau pulverulent, în forme geometrice regulate (paralelipipedice, ovoidale etc.), în vederea transportului, a folosirii sau a prelucrării lui ulterioare;
- bucată de combustibil, din praf de cărbune aglutinat și turnat în diferite forme.
- bridă:

- piesă metalică în formă de U, care face legătura între arcuri și osii;
- piesă metalică în forma unei coroane circulare, care se aplică pe tuburi, la îmbinarea acestora; margine răsfrântă a capetelor, care servește la îmbinare.
- broșare - prelucrare a unei piese de metal prin așchiere sau prin executarea unui șanț cu o broșă.
- brunare - acoperire pe cale chimică, a pieselor de oțel sau de cupru, cu un strat protector de oxizi de culoare brună sau neagră, împotriva coroziunii.[necesită citare]
- brunaj - strat protector de oxizi care acoperă unele piese metalice (de oțel sau de cupru) prin brunare.
- brunare - tehnică de tratament al suprafețelor metalice care implică formarea unui strat subțire de oxid pe suprafața metalului prin anumite reacții chimice, unde se obține un strat atât estetic, ci și protector, care poate preveni rugina.
- brut - (despre materii prime) care se găsește în stare naturală, care nu a fost încă rafinat, care nu a fost încă transformat în produs finit; neprelucrat.
- buceá - vezi bucșă.
- bucelare - montare, căptușire.
- buclă - piesă metalică pe care se fixează, prin îndoire, capătul unui cablu.
- bucșă:

- manșon metalic montat între două piese asamblate rigid sau între două piese în mișcare relativă, pentru a le proteja; altă denumire: bucea;
- cilindru de fontă care căptușește interiorul unui butuc de roată (de car, de camion etc.);
- scobitură într-o piesă de lemn în care intră capul altei piese cu care se îmbină.
- buldozer - tractor cu șenile prevăzut în față cu o lamă puternică, folosit pentru săparea și nivelarea terenurilor, pentru transportarea pe distanțe mici a pământului, deszăpezirea șoselelor etc.

- buldozer (utilaj) - presă orizontală de matrițat și de îndoit la cald.

- bulon - tijă cilindrică, cu sau fără cap, prevăzută cu filet la unul sau la ambele capete, folosită la asamblarea a două piese.
- bulonare - îmbinare a unor piese, a unor organe de mașini cu ajutorul butoanelor.
- buncăr:

- construcție alcătuită dintr-un recipient de oțel, de beton etc. și un schelet de susținere, destinată depozitării temporare a unor materiale granulare;
- cutie metalică destinată depozitării pieselor la mașinile-unelte în vederea prelucrării lor.
- burete - partea cea mai umflată a butucului de la roțile carului, în care sunt făcute orificiile prin care intră capetele spițelor.
- burghiu - unealtă formată dintr-o tijă ascuțită de oțel, în formă de spirală, care, prin mișcări de înșurubare, servește la găurirea cilindrică a materialelor; altă denumire: sfredel; vezi și coarbă.
- burghiu de filetat - vezi tarod.
- burghiu de foraj - unealtă de foraj în formă de bară, cu capătul ca o elice, care se adaptează la perforatorul mecanic.
- burlan:

- tub, jgheab prin care se scurge apa de la jgheaburile unei clădiri sau dintr-un izvor;
- tub de beton, de fontă etc. folosit la canale, utilaje pentru exploatarea minieră etc.
- burlan de aeraj - tub de tablă lung de 2-4 m și cu diametrul de peste 30 cm, care face parte din conducta de aeraj a lucrărilor miniere.
- bușon - dop din plută, cauciuc, lemn etc. (prevăzut cu filet).
- butelie - recipient cilindric de oțel (cu supapă de închidere) destinat să conțină gaze sub presiune sau lichefiate.
- buterolă - unealtă folosită la turtirea capului liber al unui nit.
- buton:

- piesă mică, în formă de disc, de calotă sferică etc, care, prin apăsare sau rotire realizează comanda unei acțiuni mecanice, electrice etc.;
- fus care servește ca legătură de articulație într-un mecanism, legat cu un capăt de corpul unei piese care efectuează o mișcare circulară, fiind situat excentric față de axa de rotație a acesteia.
- butuc:

- partea centrală a unui corp rotativ, care se montează pe un arbore și în care sunt înfipte spițe (la roți), pale (la elice) etc.; exemplu: butucul unei roți;
- bucată mare (oarecum cilindrică) din tulpina unui arbore.
- bypass - conductă care dublează, pe o anumită porțiune, o conductă principală, înlocuind-o temporar în vederea unor lucrări de revizie sau de reparație; altă scriere: baipas.

## C
- cabestan - troliu cu axa de rotație verticală, pe care se înfășoară cablul de tracțiune, utilizat la deplasarea sarcinilor și a vehiculelor pe distanțe relativ scurte.
- cabină de comandă - încăpere unde sînt instalate aparatele prin care se transmit comenzile, într-un sistem tehnic.
- cablu - funie groasă obținută prin răsucirea unor (grupuri de) fire vegetale sau metalice, folosită la utilajul de transport sau de ridicat.
- cadă - recipient mare, deschis, din lemn, din metal, din beton etc, în care se introduc lichidele necesare în diverse operații tehnologice.
- cadmie - depunere de oxid de zinc impur pe pereții cuptoarelor de zinc.
- cadmiere - acoperire a unei piese metalice cu un strat subțire de cadmiu, în scopul protejării contra eroziunii.
- cadran - (la aparate și instrumente de măsurat) suprafață (de obicei circulară) prevăzută cu anumite diviziuni, pe care se citesc indicațiile acului indicator al unui instrument de măsură, al unui ceasornic etc.
- cadru:

- structură de rezistență formată dintr-un schelet din bare metalice;
- suport fix sau mobil pentru diferite aparate mecanice, electrotehnice etc.
- caiá - cui de oțel moale folosit pentru prinderea potcoavelor la animale.
- caiet (sau carnet) de atașament - registru sau jurnal de șantier, în care se notează zilnic, pentru o evidență strictă, toate operațiunile efectuate la o lucrare, în vederea întocmirii situațiilor de plată.
- cajă de laminor - ansamblu constituit din cilindrii de lucru și de sprijin ai unui laminor.
- calare (sau calaj):

- imobilizare intenționată a unui organ sau o piesă de mașină înainte ca acestea să intre în funcțiune;
- fixare a unui organ sau o piesă de mașină, după un model dat;
- (despre motoare sau despre părți ale lor) oprire brusc în urma încălzirii excesive (la un efort prea mare).
- cală - piesă prismatică, cilindrică sau paralelipipedică, având o dimensiune foarte precisă, cu care se controlează dimensiunile pieselor în construcția de mașini sau care se așază în fața roții unui vehicul spre a-l imobiliza.
- calcaron - cuptor pentru extragerea sulfului din minereu, format dintr-o vatră circulară, înconjurată de un zid.
- calcinator - aparat folosit pentru recuperarea căldurii gazelor de ardere din cuptoarele rotative de ciment.
- calcină - pulbere galbenă obținută din cositor și plumb, folosită la prepararea unor emailuri și ca abraziv.
- cale - element al unei construcții pe care se deplasează un aparat sau o mașină.
- calibrare:

- prelucrare mecanică finală a unei piese spre a obține forma și dimensiunile prescrise și un grad înalt de netezime a suprafeței;
- măsurarea calibrului, diametrului unei piese;
- proiectare a calibrelor pentru cilindrii de laminor.
- calibror - (despre un instrument, o mașină) care calibrează.
- calibru:

- instrument de precizie cu care se verifică dimensiunile pieselor fabricate;
- profil delimitat de cele două caneluri ale cilindrului de laminor, prin care trece piesa care se laminează.
- caliornă - macara puternică, cu cel puțin trei sau patru perechi de scripeți.
- calmare - operație de liniștire a „fierberii” oțelului la turnare în lingotiere sau în forme prin adăugarea unor elemente dezoxidante.
- calorizare - tratament termochimic superficial al oțelurilor; vezi și: alitare.
- calorizator - schimbător de căldură folosit în fabricile de zahăr, la încălzirea lichidului de difuzie.
- calotă:

- partea de sus a pistonului de la motoarele cu ardere internă;
- piesă asemănătoare cu o calotă sferică, servind la protejarea sau la etanșarea unui spațiu care conține un fluid.
- camă - proeminență sau șanț cu profil determinat pe suprafața unui disc sau a unui cilindru, care asigură deplasarea periodică a unei tije sprijinite pe ea.
- cameră - spațiu în care se produce un proces tehnic; incintă care face parte integrantă dintr-un aparat, dintr-un instrument etc. sau care reprezintă însuși aparatul, instrumentul etc.; exemple: cameră obscură, cameră de ardere, cameră frigorifică.
  - cameră de comandă - încăpere specială în care se efectuează în mod automat controlul și conducerea funcționării unei centrale sau stații electrice.
  - cameră de ardere - spațiu în care arde un combustibil într-un cazan cu aburi sau într-un motor cu ardere internă în vederea folosirii energiei gazelor rezultate.
- cancioc - vas pentru luarea probelor de produse petroliere, din rezervoare sau din instalații.
- canal:

- conductă (acoperită sau descoperită) construită din beton sau din tuburi îmbinate și destinată să transporte lichide, în scop sanitar, industrial etc.
- șanț destinat să ușureze efectuarea unei operații tehnice sau în care se pot depune ori monta anumite piese.
- canalizație - instalație aeriană, subterană, submarină etc. care servește la transportul sau la distribuția energiei electrice prin conducte.
- canéa - cep de lemn sau de metal, fixat într-un vas, prevăzut la capătul liber cu un robinet de scurgere, care servește la scoaterea lichidului din acel vas.
- canelare - obținere de caneluri pe suprafața unei piese, a unei coloane etc.
- canelat - (despre piese, coloane etc.) prevăzut cu canelúri; crestat, zimțat (vezi și arbore canelat).
- canelúră:

- șanț pe suprafața pieselor unor mașini, servind la cuplarea cu alte piese; sinonim: nut;
- fiecare dintre adânciturile longitudinale ale trunchiului unui arbore.
- canistră - vas, recipient de tablă, de material plastic etc, de formă paralelipipedică, cu închidere etanșă, folosit la transportul și păstrarea benzinei, motorinei sau altor lichide.
- cant - muchie, latură a unor obiecte.
- cantilever - (sistem de suspensie) care nu are o susținere directă.
- cap:

- extremitate proeminentă a unui dispozitiv, instrument etc. sau a unui element dintr-un sistem;
- obiect, mecanism sau dispozitiv asemănător cu un cap, folosit în diverse scopuri tehnice.
- capacitate:

- însușirea, posibilitatea unei amenajări, a unui corp, a unui sistem etc. de a fi încăpător până la o limită determinată;
- (mărime care reprezintă) cantitatea maximă de materii sau de energie pe care o poate acumula un corp, un sistem fizic sau tehnic etc. în condiții date;
- proprietate a unui sistem tehnic (instalație, mașină, aparat etc.) de a executa o operație, de a produce un efect sau de a suferi o transformare.
- capă - dispozitiv de protecție împotriva accidentelor la mașini, la fierăstraie etc.
- capelă - grinda superioară a unui cadru de lemn care susține tavanul unei lucrări miniere.
- capișon - apărătoare la coșul de fum.
- capotă - îmbrăcăminte din tablă sau din alt material cu care se acoperă un sistem tehnic în vederea protejării acestuia.
- capră:

- mașină de ridicat greutăți; piesă metalică de susținere pentru diferite organe de mașini;
-  unealtă de lemn cu patru picioare, încrucișate două câte două, în formă de X, pe care se pun lemnele pentru a fi tăiate cu fierăstrăul;
- (regionalism) instrument pentru măsurat distanțele, asemănător compasului, care are de obicei o deschidere de doi metri.
- cap-revolver - suportul rotativ care se găsește pe sania strungului-revolver.
- captare - adunare, colectare de lichide sau gaze într-un tub, într-un rezervor, într-un bazin etc.
- carabinieră (sau carabină) - cârlig închis cu un arc lamelar, fixat de capătul unui lanț, al unei curele etc. cu ajutorul unui inel, folosit pentru a prinde de el diferite obiecte.
- caracteristică:

- curbă reprezentând variația unei mărimi importante a unui sistem fizic sau tehnic în funcție de un anumit parametru;
- parametru sau dată tehnică utilizată pentru determinarea modului de funcționare a unui sistem tehnic sau a unui material.
- carboloy - carbură de wolfram și cobalt, cu duritate foarte mare, pe care o păstrează și la cald, folosită la armarea părților active ale uneltelor sau pieselor supuse la uzură mare.
- carbometru - aparat pentru detectarea dioxidului de carbon, folosit mai ales în galeriile de mină.
- carbonado - (varietate de) diamant impur, negru sau cenușiu, cu aspect de zgură, foarte dur, folosit ca abraziv, la foraje, la tăierea sticlei și a porțelanului etc.
- carbonitrurare - procedeu de cementare a oțelului, constând în introducerea simultană a carbonului și azotului în stratul superficial al unei piese.
- carborundum - carbură de siliciu, folosită ca material abraziv.
- carburare:

- creștere a conținutului de carbon al unui aliaj al fierului, în cursul elaborării acestuia, pentru a se obține compoziția prescrisă;
- creștere, printr-un tratament termochimic, a conținutului de carbon al stratului superficial al unei piese de oțel, pentru a o face aptă de călire.
- carcasă:

- îmbrăcăminte metalică exterioară a unui sistem tehnic, cu rol de susținere și de protecție;
- schelet, cadru care susține anumite elemente componente ale unei mașini, ale unui aparat, ale unui instrument etc.
- cardan - sistem de suspensie sau de articulație care permite uneia dintre părțile lui să-și păstreze o anumită poziție sau direcție, indiferent de mișcările suportului ei.
- cardanic:

- (despre sisteme de articulație) care permite uneia dintre piese să-și păstreze poziția favorabilă transmiterii mișcării de rotație, indiferent de poziția celorlalte piese;
- (despre sisteme de suspensie) care permite obiectului suspendat să-și păstreze poziția orizontală.
- carie - defect superficial al pieselor turnate, provocat de gaze, sub forma unor canale cu margini neregulate.
- carieră - exploatare minieră de unde se extrag diferite varietăți de minerale, materiale de construcție etc. și unde toate lucrările se execută sub cerul liber; exemplu: carieră de piatră.
- carotă - probă cilindrică de material luată din fundul găurii unei sonde pentru a determina structura stratului străbătut.
- carotieră - utilaj de foraj folosit pentru extragerea carotelor din puțul sondei.
- carton presat - carton dur, de compoziție specială, din care se confecționează diferite obiecte.
- cartuș - bucată cilindrică de exploziv folosită la producerea exploziilor în găurile de mină.
- casant - (despre un material, obiect): care se rupe la solicitări fără o deformare plastică semnificativă.
- cască - acoperământ din metal, cauciuc, material plastic etc., folosit de muncitori pentru protejarea capului.
- caserolă - capsulă de porțelan, cu coadă, folosită în laborator pentru topirea substanțelor vâscoase și puțin volatile.
- casetă - cutie în care se păstrează sau care protejează anumite elemente ale unui sistem tehnic.
- casing - (în industria petrolieră) tubaj exterior într-o sondă de protecție; coloană de protecție.
- castină - (în siderurgie) calcar folosit în procesul de topire a unor minereuri.
- casură - spărtură, fisură; loc pe suprafața unui obiect unde acesta este spart.
- catarg - (în industria petrolieră) construcție de metal care înlocuiește turnul de extracție la troliurile mobile.
- catenar - care este dispus în formă de lanț.
- catenă - lanț (din mai multe inele de metal).
- catetometru - instrument pentru măsurarea cu precizie a distanțelor pe o verticală.
- cauper - instalație pentru preîncălzirea aerului din furnale, prin arderea gazelor rezultate ca produs secundar la elaborarea fontei.
- cavernogramă - diagramă care reprezintă variația diametrului unei găuri de sondă în funcție de adâncime.
- cavernometrie - operație de măsurare și înregistrare a variației diametrului unei găuri de sondă în funcție de adâncime.
- cavernometru - aparat pentru măsurarea și înregistrarea variației diametrului unei găuri de sondă în funcție de adâncime.
- cavitate - adâncitură, gaură, spațiu gol într-un corp solid.
- cazangerie - atelier în care se fabrică sau se repară cazane, utilaje din tablă groasă de oțel, recipiente metalice de presiune, cisterne etc.
- cazangiu:

- meseriaș care fabrică sau repară cazane;
- muncitor care supraveghează și alimentează cazanele de abur.
- cazma - unealtă de săpat pământul, formată dintr-o lamă tăietoare, ușor concavă, fixată la o coadă dreaptă de lemn; hârleț.
- călire:

- tratament termic al oțelului, care constă în încălzirea piesei la o temperatură superioară punctului de transformare, urmată de răcirea ei bruscă într-un mediu gazos, lichid sau granular, în vederea măririi durității, mai ales a stratului superficial;
- mărirea durității și rezistenței unui metal, prin răcire, după încălzire la temperaturi înalte.
- căluș - utilaj de foraj, pentru rotirea prăjinilor, folosit în forajul prin percuție sau prin cel manual.
- ceapraz:

- poziție alternativă a dinților de fierăstrău într-o parte și în alta, în afara liniei pânzei, pentru a face mai ușoară tăierea materialului;
- dispozitiv folosit de lemnari la rostuirea dinților pânzelor de fierăstrău.
- celerimetru - aparat pentru măsurarea turației motoarelor sau a unor piese tehnice; altă denumire: tahometru.
- celsit - aliaj dur, folosit la fabricarea pieselor de mașini supuse la uzură mare, care lucrează la temperaturi ridicate și în medii oxidante.
- celulă - fiecare dintre compartimentele sau elementele identice, alăturate și cu aceeași funcție, ale unui dispozitiv sau ale unui sistem tehnic.

- celulă de flotație - dispozitiv mecanic special conceput pentru a realiza procesul de flotație, în care este introdus amestecul de minerale sau minereu împreună cu agenții de flotare.

- cement - praf de mangal care se întinde pe suprafața unui obiect de oțel moale pentru a fi cementat.
- cementare - tratare termochimică a oțelurilor pentru a obține un strat superficial dur, cu mare rezistență la uzură; vezi și carbonitrurare.
- cementită - carbură de fier, în formă de cristale cubice sau rombice, cenușii, foarte dure și casante, insolubilă în apă, care este constituentul structural caracteristic al oțelurilor și al fontelor.
- centrare:

- fixare a unei piese de prelucrat într-o mașină-unealtă, astfel încât axa de rotație a suprafeței supuse prelucrării să coincidă cu axa de rotație a sculei sau a axului principal al mașinii;
- aducere în poziții corecte a două sau mai multe mașini care funcționează cuplate.
- centrat - vezi axat.
- centrator - muncitor specializat în fixarea centrului unei piese de prelucrat, în stabilirea poziției sculei față de centrul materialului de prelucrat.
- centruire - operație de prelucrare a găurilor de centrare la o piesă, în vederea prelucrării ei ulterioare la o mașină-unealtă.
- centură de siguranță - echipament individual de protecție, folosit de muncitorii care lucrează la înălțime, pe stâlpi, de alpiniști, de acrobați etc, constituit dintr-o cingătoare lată și o frânghie de susținere.
- cenușar - cutie de metal, așezată sub grătarul unei sobe de încălzit, al unui cuptor etc, în care cade cenușa rezultată din ardere.
- cep:

- capăt filetat în exterior al unei țevi care servește la îmbinare prin înșurubare;
- proeminență prismatică sau cilindrică, fasonată la capătul unei piese de lemn, cu care aceasta urmează să fie fixată în scobitura altei piese;
- cui de lemn cu care se împreună două bucăți de lemn, mai ales două obezi;
- dop lung de lemn, cu care se astupă gaura unui butoi.
- cerc:

- disc gradat, folosit la unele instrumente de măsură pentru calcularea unghiurilor;
- șină de fier fixată în jurul roților de lemn ale anumitor vehicule.
- cernere (sau cernut) - trecere a unui material prin sită sau prin ciur, pentru a alege sau pentru a separa granulele mai mici de cele mai mari sau pentru a înlătura corpurile străine.
- cheder - garnitură de cauciuc folosită pentru izolarea diferitelor tipuri de geamuri, de uși etc.
- cheie:

- unealtă de metal cu care se strâng sau se desfac șuruburile sau piulițele;
- obiect de metal care servește la încuierea sau descuierea unei broaște sau a unui lacăt;
- parte a robinetului care se întoarce pentru deschidere sau închidere;
- mic instrument de metal cu care se întoarce resortul ceasului sau al altor mecanisme.
- cheie franceză - unealtă de metal reglabilă printr-un dispozitiv cilindric cu ghivent, astfel ca între fălcile ei să poată fi prins și răsucit orice tip de șurub sau de piuliță.

- chernăr - punctator; vârf de centrare la o mașină-unealtă.
- chiblă:

- vas de oțel sau de fontă, în formă de găleată, cu care se ridică la suprafață materialul excavat dintr-un puț de mină;
- cutie din fontă, în care se scurge și se transportă zgura (dintr-un cuptor siderurgic înalt), resturi de materiale etc.
- cianizare - tratament termochimic prin care se introduce carbon și azot la suprafața unei piese de oțel, pentru a obține un strat superficial dur.
- cichiacă - (regionalism) cască metalică de protecție a muncitorilor petroliști.
- ciclogramă - grafic reprezentând evoluția unui proces format din operații care se repetă în cicluri succesive.
- ciclon:

- aparat format dintr-un corp cilindric de tablă, terminat la partea inferioară cu o porțiune tronconică, care este folosit în industrie pentru separarea particulelor materiale dintr-un gaz prin efectul forței centrifuge;
- instalație pentru captarea și transportarea deșeurilor industriale.
- ciclonare - operație de clasare pneumatică cu ajutorul cicloanelor.
- ciclu - succesiune de fenomene, stări, manifestări, procese prin care trece un sistem tehnic și care formează un întreg repetabil.
  - ciclu de producție - totalitate a fenomenelor care au loc în timpul unui proces de prelucrare.
- cilindrare - modelare, prelucrare a unui obiect în formă cilindrică.
- cilindricitate - proprietate a unei porțiuni din trunchiul unui arbore de a se apropia de forma unui cilindru.
- cilindru - piesă cilindrică a unor mașini, care se poate roti în jurul propriei sale axe.
  - cilindru motor - organ de mașină tubular în interiorul căruia se deplasează un piston (la motoare cu ardere internă, la mașini cu abur, la compresoare etc).
- cinemometru - indicator de viteză.
- ciocan - unealtă formată dintr-un corp de metal, de lemn, de cauciuc dur etc, de forme și dimensiuni diferite, și dintr-un mâner (coadă), care este folosită, manual sau mecanic, la bătut sau la prelucrat materiale rezistente.

- ciocan de lipit- unealtă folosită la lipirea cu cositor a unor metale.
- ciocan mecanic - ciocan pus în mișcare de forța mecanică.
- ciocan mecanizat:

- mașină de lucru, alcătuită dintr-o nicovală fixată pe o sabotă, dintr-un berbec care se deplasează pe verticală, dintr-un batiu și din mecanisme de acționare, care este folosită mai ales la operațiile de deformare plastică a metalelor prin lovire;
- mașină-unealtă portativă, folosită pentru a transmite lovituri repetate asupra unui obiect.
- ciocan pneumatic - ciocan acționat prin aer comprimat.
- ciocan pneumatic de abataj - ciocan pneumatic folosit pentru abatajul rocilor și substanțelor minerale.

- ciocănar - muncitor care nituiește manual; muncitor calificat care mânuiește ciocanul mecanic.
- circuit - sistem de conducte prin care circulă particule materiale (apă, abur, gaze, particule încărcate cu sarcini electrice etc).
- circular (ferăstrău ~) - ferăstrău în formă de disc, care taie prin învârtire în jurul propriei sale axe.
- clamă - piesă în formă de „U” întrebuințată pentru fixare.
- clapetă - clapă care intră în construcția unui robinet.
- clupă:

- unealtă manuală pentru filetat la exterior, formată dintr-un cadru închis, cu brațe de acționare, în interiorul căruia se fixează sculele de filetat;
- portunealtă pentru tăierea manuală a filetului la țevi și la bare rotunde.
- coacere:

- deteriorare a materialelor sub acțiunea soarelui, a timpului, a intemperiilor etc.;
- ardere a cărămizii.
- coadă - parte a unui instrument sau a unui obiect de care se apucă cu mâna; sinonim: mâner.
- coajă - strat exterior, superficial, care acoperă un obiect, o piesă (metalică) etc.
- coarbă - unealtă de găurit formată dintr-o tijă cotită de metal, la un capăt cu un dispozitiv de prindere a burghiului, iar la celălalt cu un suport de apăsare cu mâna; sinonim: sfredel.
- coardă:

- arc de oțel;
- sfoară care leagă brațele unui ferăstrău și care, prin întindere cu o pană, întinde lama ferăstrăului.
- coeficient - mărime care indică sau caracterizează o anumită proprietate a unui corp sau a unei substanțe și care este constantă pentru acel corp sau pentru acea substanță în condiții determinate.
- concasare - sfărâmare a unui material solid în părți mai mici cu ajutorul concasorului.
- concasor - mașină care sfărâmă materialele dure și semidure (minereuri, cărbuni, piatră etc.) și care este folosită în industriile extractive sau de prelucrare.
- contor de apă - vezi apometru.
- conveier - vezi bandă rulantă.
- coroană:

- piesă sau parte dintr-o piesă mecanică, de lungime mică, având forma unui cilindru gol;
- la ceasuri mecanice, butonul sau mecanismul rotativ utilizat pentru a ajusta și controla diferite funcții ale ceasului.
- coroană de foraj - instrument cilindric sau tubular cu marginea exterioară dințată, utilizat în forajul de găuri în diferite materiale precum lemn, metal sau beton.
- coroană de sudură - formă de dispunere a metalului topit în timpul procesului de sudură, având o zonă mai lichidă centrală și o extensie mai răcită în jurul ei, similară conturului unei coroane.
- coroană dinţată - roată dințată care poate avea dantura dispusă conic sau la interior.

- crabot:

- fiecare dintre proeminențele frontale ale unui arbore sau ale unui disc, prin intermediul cărora se poate realiza antrenarea în mișcarea de rotație a doi arbori;
- coroană dințată care servește la cuplarea a doi arbori.
- crapán - dispozitiv pentru prinderea și ridicarea butoaielor sau baloturilor, format din patru lanțuri sau cabluri prinse cu câte un capăt de un inel, iar la capătul liber având cârlige.
- crater - adâncitură care se produce în diferite materii, în urma unui proces fizic.
- cruce cardanică - vezi articulație cardanică.
- cumpănă:

- balanță;
- vezi nivelă cu bulă de aer.
- cuplaj - componentă care realizează o legătură permanentă sau interminentă între două elemente consecutive ale unei transmisii.
- curea de transmisie - bandă de piele sau de pânză continuă, flexibilă și rezistentă, cu ajutorul căreia se poate transmite mișcarea de rotație și puterea corespunzătoare de la un scripete (sau un arbore) de mașină la altul; vezi și transmisie.
- cursă - distanță parcursă de o piesă între punctele extreme într-o mișcare rectilinie alternativă.
- cusătură:

- loc unde au fost unite prin sudare sau prin alte metode elementele metalice ale unui obiect;
- linie de asamblare, prin nituire sau prin sudare, a două plăci sau piese metalice.
- cuzinet - piesă cilindrică (uneori formată din două părți semicilindrice) care face parte dintr-un lagăr și vine în contact direct cu axul unui mecanism.

## D
- danturare - proces de prelucrare prin așchiere pentru generarea dinților unor roți dințate.
- defect - deviere a caracteristicilor produsului finit, care determină sau riscă să determine utilizarea neadecvată a acelui produs sau nefuncționarea lui.
- defecțiune - stare anormală în care un echipament, dispozitiv, sistem sau componentă nu funcționează corect sau nu își îndeplinește funcția așa cum a fost proiectat.
- derivat - produs industrial extras dintr-o materie primă.
- derivă - abatere într-un singur sens a valorii unei mărimi față de valoarea inițială.
- descentrare - (despre piesele unui aparat) pierderea poziției simetrică față de centru, deplasare astfel încât axa piesei să nu mai coincidă cu axa dată.
- deschidere:

- operație prin care se deblochează trecerea, comunicarea, contactul;
- distanța, depărtarea dintre fălcile unei menghine, ale unui clește etc.;
- (în minerit) ansamblu de lucrări executate pentru pătrunderea de la suprafața terenului până la un zăcământ exploatabil în vederea exploatării lui.
- dezafectare - scoatere din uz a unor mașini, utilaje etc.
- dezumidificator - echipament de climatizare care înlătură umiditatea dintr-o încăpere.
- diluție - reducerea conținutului în componenți utili în urma amestecării minereului cu rocă sterilă, în timpul exploatării.
- drenaj - deplasare a țițeiului din zăcământ spre gaura de sondă.
- ductilitate:

- proprietate a unui metal sau a unui material plastic de a putea fi prelucrat în fire sau în foi subțiri;
- raportul dintre deformația totală și deformația limită elastică la o secțiune, element structural sau structură.
- durabilitate - capacitatea unui produs de a menține performanța dorită pe termen lung fără a necesita întreținere frecventă sau reparații majore; vezi și fiabilitate.
- duritate - proprietate a unui material prin care se exprimă gradul de rezistență la zgâriere, străpungere, deformare.
- duză - vezi ajutaj.

## E
- echipament - totalitatea pieselor si a dispozitivelor unei mașini, ale unei instalații etc. care îi asigură buna funcționare.
- economie de energie - acțiunile sau rezultatul acțiunilor întreprinse de generatorii sau consumatorii de energie în scopul de a evita risipa.
- ejector - dispozitiv fără piese în mișcare, în care un fluid este comprimat și antrenat prin acțiunea unui jet de fluid activ (fluid motor).
- eșantion - vezi probă.
- eșapament:

- ansamblul organelor care asigură evacuarea gazelor arse dintr-un motor cu ardere internă;
- mecanism care transmite energia de la resort către sistemul de oscilație a unui ceas mecanic, prin mici impulsuri, și care împiedică rotirea necontrolată a mecanismului.
- etanșeitate - proprietate a unui aparat, a unui recipient de a nu permite trecerea, ieșirea unui fluid.
- extracție - operație de aducere la suprafață a minereului, a materialelor și a personalului, prin puțuri verticale sau înclinate care fac legătura cu diferite planuri ale minei.
- extrudare (sau extruziune) - procedeu de prelucrare prin deformare plastică a materialelor prin trecerea materialului fluid printr-o matriță, printr-o filieră etc.

## F
- fabricație - ansamblul operațiilor tehnologice executate în scopul obținerii unor produse, sisteme tehnice și altele asemenea într-o unitate economică, în serie și în cantități mari.
- falcă - element al unui dispozitiv sau al unei mașini, care servește la prinderea unui obiect, a unui material, la sfărâmarea ori la deformarea unui material etc.
- falț - mașină pentru strâns muchia fălțuită la burlanele de tablă.
- fasonare - prelucrare prin deformare plastică (forjare, matrițare, ștanțare etc.) a unui material în vederea realizării unui obiect cu o formă determinată.
- fiabilitate - capacitatea unui sistem, echipament sau componentă de a funcționa conform specificațiilor așteptate, fără defecțiuni, pe o perioadă de timp dată și în condiții specificate, fiind o măsură a performanței și calității.
- filetare - procedeu de creare a unui filet sub forma unui canal elicoidal dispus pe o suprafață cilindrică exterioară sau interioară.
- fișă tehnologică - (formular care conține) totalitatea indicațiilor privitoare la fazele unui anumit proces de producție.
- flotație - procedeu de separare a unor particule solide sau lichide, folosit în special în industria minieră și metalurgică și care constă în introducerea unui agent de flotare care se atașează de suprafața particulelor selectate, ceea ce le face să se ridice la suprafața unei suspensii lichide într-un recipient special, numit celulă de flotație.
- fontă - aliaj de fier și carbon, cu un conținut de carbon de obicei între 2% și 6%, care poate fi topit și turnat⁠(d) pentru a forma piese sau structuri diverse; spre deosebire de oțel, are o structură mai fragilă.

- fontă cenușie - fontă obținută prin răcire lentă și care are în structură grăunți cristalini de fier pur (numit ferită) și fulgi de grafit, fiind mai maleabilă și mai ușor de prelucrat decât fonta albă.

- foraj - ansamblul operațiilor de fărâmare sau de așchiere a rocilor din pragul găurii de sondă, care se execută în vederea adâncirii acesteia.
- forjare - proces prin care metalul solid dobândește diferite grosimi pe secțiune, adesea implicând încălzirea metalului.
- formă - piesă prevăzută cu o cavitate de o anumită înfățișare în care se toarnă un material și care reprezintă negativul obiectului obținut prin turnare.
- fosfatare - acoperire a obiectelor de oțel sau de fontă cu un strat de fosfat cristalin (pentru a le proteja contra agenților corozivi).
- fretare - asamblare cu strângere a două piese care ulterior formează un tot, folosind de obicei dilatarea termică.
- fus - vezi arbore.

## G
- gabarit - șablon în al cărui contur format din linii drepte sau curbe trebuie să se cuprindă dimensiunile unui profil; conturul format din linii drepte sau curbe, care limitează dimensiunile unui profil.
- galet - disc de lemn, de metal etc. plasat între două suprafețe care se mișcă una deasupra celeilalte pentru a le micșora frecarea.
- garnitură:

- piesă sau ansamblu de piese demontabile care completează, întăresc sau protejează o altă piesă, micșorându-i uzura;
- piesă care asigură îmbinarea perfectă a două elemente prin care circulă un fluid;
- grup de mai multe lucruri de același gen care împreună formează un ansamblu unitar;
- totalitatea uneltelor, sculelor, pieselor etc. de același fel folosite într-un atelier sau într-o exploatare.
- gater - vezi joagăr.
- ghidaj automat - vezi autoghidaj.
- granulă - particulă care intră în componența unui corp solid cu structură eterogenă sau care rezultă din sfărâmarea ori tăierea acestuia.
- gratie:

- fiecare din barele metalice (paralele) așezate pe un cadru și care servește la protejarea (și securizarea) ușilor și a ferestrelor;
- zăbrea, bară de metal; vergea, grilaj.
- grătar:

- dispozitiv în interiorul unei instalații de ardere, alcătuit din bare de oțel paralele și distanțate, pe care se așază cărbunii sau lemnele, prin care pătrunde aerul la foc și prin care cade cenușa.
- piesă (la diferite mașini) care servește la separarea de impurități a materiei prime;

## H
- hârleț - vezi cazma.
- hârtie cerată - hârtie impregnată cu substanțe care o fac impermeabilă.
- hidrofilie - termen care caracterizează un material are are afinități pentru apă, care se îmbibă ușor cu apă.
- hidrofobie - termen referitor la substanțele care nu intră în combinație cu apa.

## I
- inclinometru (sau înclinometru)- aparat pentru măsurare și înregistrare a poziției în spațiu a unei găuri de sondă.
- inginerie mecanică - ramură a ingineriei care se ocupă de proiectarea, analiza, fabricarea și întreținerea sistemelor mecanice.
- injector:

- aparat care servește la alimentarea cu apă a cazanelor de abur în care apa este antrenată de un curent de abur sub presiune;
- dispozitiv folosit la unele turbine hidraulice pentru creșterea vitezei cu care apa lovește palele turbinei.
- injecție - introducere sub presiune a unui lichid într-un material sau într-un spațiu închis.
- inovare - activitate orientată către generarea, asimilarea și valorificarea rezultatelor cercetărilor în sfera economică și socială.
- instalație - ansamblu de construcții, de mașini etc. montate astfel încât să formeze un tot în scopul executării unei anumite funcțiuni sau operații în procesul de producție.
- instrument:

- unealtă sau aparat adecvat executării unei anumite operații;
- sistem tehnic folosit pentru observarea, măsurarea sau controlul unor mărimi.
- invenție - rezolvare sau realizare tehnică dintr-un domeniu al cunoașterii care prezintă noutate și progres față de stadiul cunoscut până atunci.

## Î
- îmbinare:

- ansamblu rezultat în urma unirii, împreunării sau asocierii mai multor piese;
- element care unește două sau mai multe piese.
- îmbinare în baionetă - îmbinare demontabilă a două piese care se fixează una într-alta prin împingere și rotire cu un sfert sau cu o jumătate de cerc.
- împușcare:

- introducere, cu un aparat special, a unor cuie într-o suprafață betonată;
- operație de rupere în bucăți a unei roci prin explodarea încărcăturilor de mină.
- înclinometru - vezi inclinometru.

## J
- joagăr:

- vezi beschie;
- fierăstrău cu mai multe pânze drepte, verticale, care funcționează cu o mișcare alternativă, fiind acționat de forța apei curgătoare prin intermediul unei roți de apă; sinonim: gater.
- jug - piesă în formă de cadru sau de inel, care servește la susținerea altor piese ale unei mașini sau ale unei unelte.

## K
- know-how - ansamblu de formule, definiții tehnice, documente, desene și modele, rețete tehnice, procedee, experiență de producție etc. la fabricarea unui produs dat.

## L
- lagăr - organ de mașină care sprijină și ghidează un ax sub un arbore, permițându-i mișcarea (de rotație).
- laminor:

- mașină compusă din doi sau mai mulți cilindri care se rotesc în direcții contrare și printre care trece metalul sau alt material de prelucrat, pentru a fi transformat în lame, fire, profile etc.;
- instalație siderurgică compusă din una sau mai multe linii de laminare.
- lanț:

- șir de verigi, de plăci, de zale etc. (metalice) unite succesiv, care servește spre a lega, a suspenda, a trage ceva, a transmite o mișcare etc.;
- dispozitiv format dintr-un șir de inele metalice speciale, care transmite mișcarea de la pedale la roțile bicicletei, trotinetei, motoretei etc.;
- instrument format dintr-un șir de vergele groase, cu care se măsoară lungimile de teren.
- levier:

- bară rigidă basculată în jurul unui punct de sprijin și folosită pentru a ridica greutăți; vezi și rangă;
- pârghie de manevră la o mașină, la un mecanism.
- lingotieră - formă metalică, de obicei din fontă sau de oțel, în care se toarnă metalele sau aliajele topite pentru obținerea lingourilor.
- lingou - bloc de metal sau de aliaj obținut prin turnare în lingotieră, ce urmează să fie prelucrat prin forjare și ale cărui mărime și formă depind de natura metalului sau a aliajului respectiv
- liză - cărucior cu două roți, folosit în fabrici pentru transportul baloturilor, obiectelor masive etc.
- lot zero - vezi serie zero.
- lumină de control - indicație luminoasă care serveste la controlul stării și al modului de funcționare a unei instalații de telecomandă, de semnalizare etc.
- lunetă - dispozitiv pe o mașină-unealtă (de exemplu strung) servind la susținerea pieselor de prelucrat lungi și subțiri.
- lupă (siderurgie) - bucată de oțel buretos, amestecat cu zgură, obținută prin anumite procedee metalurgice.

## M
- malaxor - vezi amestecător.
- manșetă - garnitură de piele sau de cauciuc în formă de inel, care servește la etanșarea unei deschideri.
- manșon:

- piesă sau parte de piesă care servește la asamblarea a două țevi, bare sau cabluri; sinonim: mufă;
- sită în formă de con din interiorul becului de gaz aerian, care devine incandescentă după aprinderea becului;
- înveliș de protecție (de formă inelară) în care se îmbracă mânerul sau altă parte a unor obiecte.
- marș - operație de extragere și introducere în sondă a garniturii de foraj.
- mașină-unealtă - mașină de lucru care prelucrează materiale prin operații mecanice.
- materie primă - produs natural sau material semifabricat, destinat prelucrării sau transformării în alte produse.
- matriță - unealtă cu o cavitate interioară, alcătuită din unul sau din mai multe elemente, folosită la fasonarea, prin deformare plastică sub presiune, a unor materiale.
- mâner - vezi coadă.
- mecanism:

- sistem tehnic alcătuit din mai multe piese mobile și fixe care sunt angrenate între ele, astfel încât unele elemente mobile, transmițând forțele de la elementul conducător la elementele conduse, pot antrena mișcarea acestora;
- totalitatea elementelor care alcătuiesc un astfel de sistem; mașinărie.
- mecanism planetar - mecanism în care una sau mai multe roți dințate se învârtesc în jurul axelor proprii și în același timp în jurul axei altei roți; vezi și satelit.

- microfluidică - domeniu al nanotehnologiei care studiază comportamentul fluidelor care sunt constrânse geometric la o scară mică, la care forțele de suprafață domină forțele volumice.
- micrometru - instrument de măsură de mare precizie, cu care se măsoară dimensiuni mici.
- mineralizare - trecere a unui metal în starea de mineral.
- mixtură:

- substanță, material etc. provenite din amestecarea mai multor substanțe, materiale etc. de obicei lichide sau granulate;
- produse miniere naturale, constituite din mai multe minerale concrescute, care trebuie sfărâmate pentru separarea substanțelor utile.
- modelare plastică - prelucrarea materialelor organice prin încălzire, presare și injectare într-o matriță care are forma produsului finit.
- model funcțional - parte componentă (ansamblu parțial/subansamblu de bază funcțional) a unui produs pentru care se poate face prezentarea și demonstrarea funcționalității și utilității, în scopul promovării soluțiilor tehnice testate, în succesiunea etapelor procesului de cercetare-dezvoltare.
- modernizare - ansamblul operațiilor necesare pentru a modifica, a adapta, a face să corespundă un produs tehnic, mașină, utilaj, aparat și altele asemenea la nivelul, cerințele și exigențele tehnicii actuale noi.
- montură - parte dintr-un dispozitiv tehnic în care se montează o piesă.
- mostră - vezi probă.
- motor - mașină de forță care transformă o formă de energie oarecare în energie mecanică convertibilă în lucru mecanic (pentru acționarea altei mașini, a unui vehicul etc.).

- motor cu ardere externă - motor care arde combustibilul în afara sa; exemple: motorul cu aburi, motorul Stirling, turbina cu abur.
- motor cu ardere internă - motor care prin dezvoltare și consum de căldură în interiorul său transformă energia chimică a unui combustibil în energia mecanică a rotorului acestuia.
- motor cu plasmă - motor cu reacție în care agentul motor este constituit dintr-un gaz ionizat aflat în stare de plasmă.
- motor toroidal - motor cu ardere internă cu pistoane care se rotesc într-un spațiu toroidal.

- mufă - vezi manșon.

## N
- nacelă - vas mic, lunguieț, confecționat dintr-un material refractar, folosit în unele operații de laborator.
- nervură - proeminență pe suprafața interioară sau exterioară a unei piese, a unui organ de mașină etc., care servește la ghidarea, la mărirea rezistenței sau a rigidității piesei, la mărirea suprafeței de schimb de căldură etc.
- nivelă cu bulă de aer - instrument utilizat pentru verificarea orizontalității sau verticalității care conține un lichid și o bulă de gaz; sinonime: boloboc, cumpănă.
- nut - vezi canelură.

## O
- omologare - acceptare oficială a unui tip de produs și aprobare a fabricării lui curente.
- organ de mașină - (la mașini sau mecanisme) ansamblu de piese îmbinate (uneori o piesă monobloc) sau grup de piese reunite, având o anumită funcțiune.
- osatură - vezi schelet.
- oțel-balot - bandă de oțel folosită la confecționarea cercurilor de butoaie, a șinelor de roți de căruță, la ambalarea mărfurilor etc.
- ozalid - hârtie fotosensibilă întrebuințată la reproducerea heliografică a desenelor tehnice, executate pe hârtie de calc.

## P
- pală - element activ al unei elice sau al unui rotor de mașină ori de turbină, încastrat sau articulat la un capăt în butucul elicei sau al rotorului.
- pană:

- oprire accidentală a funcționării unei mașini, a unui mecanism, a unui vehicul;
-  piesă de lemn sau de metal (de forma unei prisme), întrebuințată la despicarea lemnelor, la detașarea unor bucăți dintr-un material, la fixarea sau la înțepenirea unor piese, la asamblarea sau la solidarizarea unor organe de mașini, a unor elemente de construcție etc.
- parte a ciocanului, opusă capului, prelungită și subțiată spre vârf; partea lată, plată a unor obiecte, instrumente etc.; lamă;
- bețișor cu care se strânge frânghia ferăstrăului pentru a întinde pânza; denumire populară: cordar.
- parașută - dispozitiv de frânare pentru cazuri de avarii la ascensoare.
- pas:

- distanța dintre laturile paralele a două spire consecutive ale unui filet, măsurată de-a lungul axei acestuia;
- distanță dintre doi dinți consecutivi ai unei roți dințate.
- pasaj - trecere a metalelor etc. printre doi sau mai mulți cilindri metalici așezați în laminor la distanță reglabilă și care se rotesc în sens invers.
- pastilă - piesă în formă de disc mic, folosită la unele mașini sau la unele mecanisme.
- patron - bucată cilindrică de exploziv, folosită la umplerea găurilor de mină.
- pedalier - mecanism cuprinzând axa, manivelele și pedalele la bicicletă.
- percolare - procesul prin care un fluid trece printr-un strat de material granular, cum ar fi un pat de minereu sau un pat de cărbune, pentru a îndeplini anumite scopuri specifice; este utilizat în metalurgie pentru a separa și purifica metalele și mineralele din minereuri sau alte surse.
- picior de siguranță - parte din masivul unui zăcământ lăsată neexploatată în scopul protecției unor lucrări sau a unor construcții de la suprafață.
- piesă - parte demontabilă a unei mașini, a unui mecanism, a unui instrument, a unei construcții; organ de mașină sau element component al unui mecanism, instrument, aparat etc.
- pinion - roată dințată cu un număr mic de dinți, care intră în componența unui angrenaj, servind la punerea în mișcare a altor roți din angrenajul respectiv.
- pivot - fus de formă cilindrică, tronconică, conică etc., care se rotește ori alunecă într-un lagăr la care sarcina acționează în direcția axului.
- planare:

- prelucrare a suprafaței unui obiect prin așchiere sau prin deformare plastică, pentru a o face plană;
- corectare a suprafaței unui teren sau a solului unei galerii de mină, pentru a o face plană, orizontală sau înclinată.
- pod basculant - pod metalic mobil, destinat circulației vagonetelor între rampele puțurilor de mină și colivia de extracție.
- pod de siguranță - platformă prevăzută cu deschideri pentru trecere, montată din loc în loc într-un puț de mină pentru a opri căderea unei persoane care ar aluneca pe scări sau pentru a reține o rocă desprinsă din pereți.
- pod rulant - macara mobilă cu o platformă metalică ce se mișcă pe o cale de rulare situată la înălțime deasupra solului, folosită în ateliere, hale de montaj, turnătorii etc. pentru ridicarea sarcinilor și deplasarea lor pe direcție orizontală.
- podul sondei - platformă folosită ca rampă pentru materialul tubular care se introduce sau se extrage din sondă.
- post:

- loc, spațiu special amenajat pentru desfășurarea unei activități tehnice;
- instalație, aflată într-o poziție fixă, utilată cu aparatura necesară pentru executarea anumitor operații tehnice;
- loc pe care îl ocupă o piesă sau un dispozitiv de fixare sau de prelucrare la o mașină combinată.
- praf:

- nume dat diferitelor materiale solide reduse la starea de particule foarte fine și care sunt folosite în diferite scopuri;
- material format din particule solide foarte fine, provenite din fărâmițarea naturală a scoarței terestre, a unor corpuri solide, din unele procese biologice ale viețuitoarelor etc.; altă denumire: pulbere.
- praf de bronz - pulbere care se amestecă cu ulei sau cu lac și formează vopsele care imită metalul.
- praf de mătase - substanță cu aspect lucios, preparată din mică pisată, folosită la zugrăveli.
- praf de spumă - preparat care produce în contact cu apa o spumă și care se folosește pentru stingerea incendiilor.
- praf hidrofob - material pulverulent, neinflamabil și imputrescibil, obținut din cenușa de la termocentrale cu adaosuri de păcură, folosit pentru hidroizolări.

- prelucrare a metalelor - denumire generică pentru anumite procese de transformare a metalelor solide sau topite, ca de exemplu turnare, forjare, presare sau prelucrare prin așchiere.
- presă - utilaj care realizează o forță de compresiune mare.

- presă hidraulică - presă care realizează forța de presare cu ajutorul cilindilor hidraulici.

- priză de aer - orificiu prin care se aerisesc unele încăperi, prin care aerul pătrunde într-un motor sau într-o canalizație.
- probă:

- obiect dintr-o serie de obiecte identice sau cantitate mică dintr-un material care poate să servească la determinarea anumitor caracteristici ale obiectelor respective sau ale întregului material din care fac parte; eșantion, mostră;
- încercare a unei mașini, a unui aparat, a unui material, a unui obiectiv tehnic etc. pentru a verifica buna lor funcționare ori însușirile lor tehnice, funcționalitatea lor etc.
- proces tehnologic - totalitatea operațiilor care comportă prelucrări mecanice și chimice, tratamente termice, impregnări, montaje etc. și prin care materiile prime, semifabricatele etc. sunt transformate în produse finite.
- produs finit - produs care a trecut prin toate fazele de transformare a materiei prime și poate fi dat în folosință.
- produs referențial - prototipul omologat al unui produs/exemplar de referință al unui produs la care au fost aplicate/operate propunerile formulate la admiterea în fabricație/omologare.
- profil:

- conturul aparent al unui obiect, rezultat dintr-o proiecție ortogonală pe un plan;
- desen care reprezintă o secțiune verticală făcută într-o construcție sau în sol, pentru a indica distribuția sau structura acestora;
- dispozitiv sau ansamblu de piese folosit pentru a indica, într-un plan vertical, limitele până la care trebuie să se întindă o lucrare.
- proiectare (a unui produs) - procesul de planificare a caracteristicilor unui produs.
- prototip - primul exemplar, de încercare, al unei piese sau al unui sistem tehnic după care, dacă a fost omologat, se poate trece la fabricația seriei zero/de serie, după caz.
- pulbere - vezi praf.
- punct mort - poziție a unui mecanism bielă-manivelă care corespunde momentului când biela și manivela au axele în prelungire sau suprapuse.
- puț de mină:

- săpătură într-o mină care leagă zăcământul cu suprafața sau cu o galerie principală și care servește la extracție, la aeraj sau la pătrunderea personalului în mină;
- gaură săpată în pământ pentru extragerea petrolului.

## R
- racord - piesă (constituită din una sau din două părți tubulare cu piulițe) cu care se face legătura între două conducte și prin care poate circula un fluid sau un material pulverulent ori granular.
- racordare:

- porțiune din suprafața unei țevi, a unui tub etc. prin care se face trecerea între două zone cu secțiuni diferite;
- locul de legătură a două elemente ale unui sistem tehnic.
- rampă - lucrare minieră prin care se face legătura între galeria de transport a unui orizont și un puț de mină sau un plan înclinat.
- rangă - bară de oțel folosită ca pârghie pentru ridicarea sau deplasarea unor obiecte grele sau la desfacerea unor pavaje; vezi și levier.
- reazem:

- dispozitiv care asigură sprijinirea unui corp de un alt corp; obiect de care cineva sau ceva se poate sprijini; rezemătoare;
- parte a unui sistem tehnic prin care se face legătura între două corpuri și care impune anumite restricții deplasării relative a acestora.
- recepție:

- operație de luare în primire a unui material sau a unei lucrări, pe baza verificării lor cantitative și calitative;
- primire a unei anumite forme de energie pentru a o transforma în altă formă de energie.
- rectificare:

- operație de readucere a unui corp, a unui sistem tehnic, a unei construcții sau a unui sistem natural la forma sau la starea inițială, anterioară unei deformări, sau la o formă și o stare nouă, stabilită printr-un proiect.
- prelucrare mecanică prin așchiere a unei suprafațe metalice cu ajutorul unor unelte abrazive.
- redundanță - includerea unor componente suplimentare sau duplicate într-un sistem pentru a crește fiabilitatea și disponibilitatea acestuia, pentru a se asigura că, în cazul unei defecțiuni a unei componente, celelalte componente suplimentare preiau automat funcțiile acesteia.
- registru - sertar sau clapă de oțel, de fontă, de material ceramic etc., care servește la reglarea tirajului sau la închiderea canalelor de fum de la căldările de abur sau de la cuptoarele industriale.
- repartizor - vezi distribuitor.
- revenire - operație de încălzire la temperaturi înalte și de răcire lentă la care sunt supuse piesele metalice (în special din oțel și din fontă), cu scopul de a le îmbunătăți ductilitatea și tenacitatea.
- reziliență - proprietate a unui material solid de a absorbi o energie mare la deformarea elastică pe unitatea de volum.
- rol - (în minerit) jgheab ca o pâlnie prin care se încarcă în vagoane cărbunele.
- rost - spațiu între piesele care trebuie sudate.
- rulou:

- organ de mașină care se poate roti în jurul unei axe și care servește la susținerea și la rularea unui sistem tehnic, la transmiterea unei mișcări, la transportul unor piese, la înfășurarea unor fire etc.;
- cilindru de lemn sau de metal, folosit în uzine sau pe șantiere pentru a face să alunece cu ușurință obiectele grele.

## S
- sarcină - putere activă dată sau luată de un sistem tehnic generator, transmițător sau transformator de energie.
- satelit - roată dințată a unui mecanism planetar care se poate roti liber în jurul unui ax al unui portsatelit, iar împreună cu acesta în jurul axului roții planetare, servind la transformarea unei mișcări de rotație în alte mișcări de rotație.
- schelet - totalitatea elementelor sau pieselor care constituie sistemul de rezistență al unui ansamblu tehnic; altă denumire: osatură.
- schimbător:

- sistem tehnic sau fizico-chimic care permite să se modifice valoarea mărimilor caracteristice altui sistem tehnic sau fizico-chimic, direcția mersului unui vehicul etc.; exemplu: schimbător de viteză;
- aparat sau agent (chimic, fizic etc.) care permite schimbul de substanțe, de energie, de căldură între două medii.
- schimbător de viteză - dispozitiv montat între un motor de antrenare și organele care transmit mișcarea unui alt sistem tehnic, permițând să se modifice viteza de lucru sau de deplasare a sistemului antrenat.
- sculă - piesă folosită pentru prelucrarea unor materiale solide, în scopul schimbării formei, a dimensiunilor și a proprietății acestora; unealtă, instrument.
- semifabricat - produs cu un anumit grad de prelucrare, care mai are nevoie de alte operații de pentru a deveni produs finit.
- sensibilitate - însușire a unui instrument sau a unui aparat de a indica cele mai mici valori, deosebiri, diferențe.
- serie zero - grup de produse, selectate din lotul de început de fabricație, pentru care poate fi reluată, după caz, partea programului de probe de omologare, în scopul principal de a verifica soluțiile tehnologice/de fabricație alese, repetabilitatea performanțelor produsului, precum și pentru îmbunătățirea producției de serie; altă denumire: lot zero; vezi și prototip.
- sertizare - operație de reducere, prin deformarea plastică a secțiunii la capătul unei piese tubulare, în vederea asamblării ei cu o altă piesă.
- sfredel - vezi burghiu, coarbă.
- siguranță:

- organ de mașină, aparat sau dispozitiv care protejează un material sau un sistem tehnic împotriva efectelor dăunatoare provocate de anumite acțiuni interioare sau exterioare;
- dispozitiv care se introduce în broasca unei uși, pentru ca acesta să nu poata fi deschisă cu o cheie falsă.
- sondaj - luare de probe dintr-un material compact, granular sau pulverulent.
- sondă⁠(en)[traduceți]:

- gaură cilindrică forată în interiorul scoarței Pământului în vederea exploatării unui zăcământ de hidrocarburi fluide, a explorării unor strate etc.;
- instalație situată deasupra unei sonde;
- dispozitiv care servește la extragerea unei mici cantități dintr-un material compact sau granular (pământ, ciment, nisip etc.).;
- burghiu mare, acționat mecanic, cu care se fac foraje în sol (în scopul de a-l explora și a recunoaște natura stratelor).
- specificație tehnică de execuție - document ce completează cerințele tehnico-operaționale inițiale cu condiții privind organizarea/execuția/recepția/calitatea, probele de tip/recepție, precum și privind exploatarea/întreținerea/repararea, impuse produsului rezultat al cercetărilor.
- spiral - resort spiralat într-un ceas mecanic, care face ca balansierul să oscileze regulat în ambele sensuri de rotație.
- strat:

- material, substanță repartizată relativ uniform pe o suprafață de altă natură (pentru a o acoperi) sau între alte două suprafețe de altă natură (pentru a le despărți);
- fâșie compactă dintr-o materie, aflată în interiorul unei mase de natură diferită;
- nume dat părții de jos pe care se reazemă unele obiecte sau unelte; postament.
- strung - mașină-unealtă folosită pentru prelucrarea suprafețelor de revoluție, a suprafețelor plane frontale, a suprafețelor elicoidale.

- strung-carusel - strung cu axa de rotație verticală, folosit la prelucrarea pieselor grele de înălțime mică.
- strung-revolver - strung universal la prelucrarea în serie a pieselor de forma complicată.

- studiu de fezabilitate - identificarea, analiza și definirea posibilităților ca un proiect, produs, sistem tehnic și altele asemenea să se concretizeze, să fie realizat, făcut, fabricat în anumite condiții date.
- subteran - galerie sau ansamblu de galerii aflate în întregime (și, de obicei, la mare adâncime) sub pământ, amenajate cu lucrări și instalații în scopul extragerii zăcămintelor de substanțe utile.
- sudură autogenă - tip de sudură a pieselor metalice care folosește energia termică produsă prin arderea acetilenei în oxigen.

## Ș
- șaibă - disc de metal, de lemn etc. găurit, care se montează între un șurub și obiectul respectiv sau între șurub și piuliță, pentru a menține șurubul fix și pentru a îmbunătăți îmbinarea și a preveni deșurubarea.
- șanț - crestătură sau scobitură alungită la diferite piese sau organe de mașini.
- șarnieră - vezi balama.
- șeveruire - operație de netezire prin așchiere a flancurilor dinților de la roțile dințate, cu o sculă așchietoare numită șever.
- ștanțare - tăiere a obiectelor de metal sau a celor de mase plastice în curs de prelucrare cu ștanța.

## T
- tablou - placă de marmură, de metal, de lemn pe care sunt montate diferite aparate folosite la acționarea unui sistem tehnic sau la controlul funcționării lui; placa împreună cu aparatura respectivă.
- tablou de comandă - vezi punct de comandă.
- tabular - (despre materiale) care se prezintă sub formă de plăci.
- tahograf - aparat înregistrator de viteze.
- tahografie - măsurare și înregistrare a vitezei unui fluid.
- tahogramă - diagramă obținută la tahometru.
- tahometru -  vezi celerimetru.
- tarod - unealtă cu muchii ascuțite care, prin rotire, taie filet în interiorul unei găuri date în prealabil într-o piesă; altă denumire: burghiu de filetat.
- tasare - reducere a volumului unui obiect, al unui material, comprimare prin lovire, apăsare, strângere.
- temporizator - dispozitiv care controlează durata desfășurării unui eveniment sau a unei operațiuni într-un sistem tehnic, fiind utilizat pentru a întârzia, programa sau regla activarea și dezactivarea unui mecanism sau a unui proces, în funcție de un interval de timp prestabilit.
- tenacitate - proprietate a unui material solid de a absorbi o energie mare la deformarea plastică pe unitatea de volum, până la rupere.
- termen tehnic - termen de specialitate care denumește o anumită noțiune dintr-o disciplină sau domeniu de activitate.
- toleranță - limitele intervalului în care este permis să varieze o mărime (un parametru).
- tourbillon⁠(d) - mecanism al unui ceas mecanic, plasat într-o cușcă ce se poate roti liber și care permite compensarea erorilor datorate acțiunii forței de gravitație asupra sistemului oscilant (balansier și spiral).
- trafalet - unealtă de zugrăvit manual, constând dintr-un rulou confecționat dintr-un material spongios, prevăzut cu un mâner.
- transmisie (sau transmisiune) - ansamblul organelor cu ajutorul cărora se transmite mișcarea de la un organ de mașină la altul sau de la o mașină la alta; vezi și curea de transmisie.
- tratament termic - proces care constă în anumite modificări de temperatură, cu anumite viteze, folosit pentru a modifica proprietățile fizice și chimice ale unui metal.
- tren de roți - sistem de roți dințate montate pe același arbore.
- troliu - dispozitiv folosit pentru deplasarea (în sens vertical) a unei sarcini, alcătuit din una sau din două tobe care se pot roti în jurul axelor lor și pe care se înfășoară un cablu fixat cu un capăt de tobă și cu celălalt de sarcina pe care trebuie să o deplaseze.
- tub - sistem tehnic având o carcasă în formă de cilindru gol în interior; corp cilindric în care se introduc unele conducte electrice în clădiri.
- turlă - construcție de lemn, de metal etc. așezată deasupra gurii unei sonde, care servește ca element de sprijin pentru manevrarea unor piese grele, de dimensiuni mari, în cursul forajului sau exploatării sondei.
- turnătorie - atelier, secție, fabrică în care se execută operațiile de turnare a metalelor.
- turn de extracție - construcție de suprafață situată deasupra gurii unui puț de mină și prevăzută cu diverse utilaje.

## Ț
- țeavă - piesă de metal, de material plastic, de cauciuc etc., de formă cilindrică și goală în interior, cu lungime mare în raport cu diametrul ei exterior, realizată prin deformare plastică, prin turnare sau prin sudură și având numeroase utilizări.
- țeavă de extracție - țeavă de oțel cu diametrul relativ mic, utilizată la sondele de extracție a petrolului în vederea formării unei conducte.
- țintă - cui scurt de metal cu floarea de forme și mărimi diferite, folosit de cizmari, curelari, tapițeri etc.

## U
- utilaj - totalitatea uneltelor, aparatelor, mașinilor etc. necesare pentru efectuarea unei anumite lucrări sau pentru asigurarea procesului de lucru într-o fabrică, într-un laborator etc.
- uzură - procesul de deteriorare progresivă a componentelor sau echipamentelor din cauza utilizării continue; apare din cauza frecării, coroziunii sau altor forme de stres mecanic sau chimic care afectează materialele.

## V
- variator - mecanism, dispozitiv de transmisie compus dintr-o serie de roți dințate, care permite o schimbare mai rapida a vitezelor.
- vată de zgură - material format din filamente elastice, lungi și subțiri, obținute prin aruncarea unei vâne subțiri de abur sau de aer comprimat asupra unei șuvițe de zgură acidă de furnal, topită, folosit pentru izolarea conductelor.
- vedere expandată - imagine schematică sau desen tehnic a unui obiect, care arată relația sau ordinea de asamblare a diferitelor părți.
- vedere secționată - desen tehnic în care elemente din straturile dinspre punctul de vedere al unui model tridimensional sunt îndepărtate selectiv pentru a face vizibile componentele interne, dar fără a elimina complet contextul exterior.
- verificare de rutină - activitate periodică și planificată prin care echipamentele, sistemele sau instalațiile sunt inspectate și testate pentru a asigura funcționarea lor corectă, siguranța și conformitatea cu specificațiile sau standardele relevante.[necesită citare]
- vibrator - aparat care servește la îndesarea prin vibrare a unui material.
- vizor - ochelarii măștilor de protecție.
- volant - piesă mare în formă de roată, de obicei foarte grea, montată pe arborele unor mașini și servind ca element de reglare a mișcării și de uniformizare a turației.

## Z
- zgomot industrial - formă de poluare acustică generată de funcționarea utilajelor industriale și care poate dăuna sănătății.
- zgură:

- partea minerală fuzibilă din cenușa cărbunilor, care se aglomerează în procesul de solidificare; funingine;
- reziduu rezultat în procesul de obținere a metalelor din minereuri sau la topirea metalelor, constituit din oxizi formați în procesul tehnologic, din silicați, pământ etc.;
- strat de oxizi metalici format deasupra unei suduri executate cu arc electric.